# غرفة الهروب: بطولة الأبطال
غرفة الهروب: بطولة الأبطال (بالإنجليزية: Escape Room: Tournament of Champions)‏ هو فيلم رعب نفسي من إخراج آدم روبيلتر وتأليف براجي ف. سكات وماريا ملنيك. الفيلم هو تتمة للفيلم الأول غرفة الهروب. الفيلم بطولة تايلور راسيل و‌لوغان ميلر و‌إزابيل فورمن و‌هولاند رودن و‌إنديا موور.

## روابط خارجية
- الموقع الرسمي
- غرفة الهروب: بطولة الأبطال على موقع IMDb (الإنجليزية)
- غرفة الهروب: بطولة الأبطال على موقع ميتاكريتيك (الإنجليزية)
- غرفة الهروب: بطولة الأبطال على موقع روتن توميتوز (الإنجليزية)
- غرفة الهروب: بطولة الأبطال على موقع ألو سيني (الفرنسية)
- غرفة الهروب: بطولة الأبطال على موقع بوكس أوفيس موجو (الإنجليزية)
- غرفة الهروب: بطولة الأبطال على موقع فيلمافينيتي (الإسبانية)
- غرفة الهروب: بطولة الأبطال على موقع قاعدة بيانات الأفلام السويدية (السويدية)
- غرفة الهروب: بطولة الأبطال على موقع قاعدة بيانات الفيلم (الإنجليزية)
- غرفة الهروب: بطولة الأبطال على موقع ليتربوكسد (الإنجليزية)
- غرفة الهروب: بطولة الأبطال على موقع كينوبويسك (الروسية)

لم يتم العثور على روابط لمواقع التواصل الاجتماعي.